# Huzama Habayeb
Huzama Habayeb, en arabe : حُزَامَة حَبَايِب, née le 4 juin 1965 au Koweït, d'un père palestinien et d'une mère syrienne
, est une romancière, une conteuse, chroniqueuse, traductrice et poète palestinienne ayant remporté plusieurs prix littéraires, comme le prix Mahmoud Seif Eddin Al-Erani et celui du Festival de Jérusalem pour ses nouvelles. Diplômée de l'université du Koweït (en), en 1987, en lettres anglaises et en littérature, elle commence sa carrière dans le journalisme, l'enseignement et la traduction avant de commencer sa carrière d'écrivain professionnel. Elle est membre de l'association des écrivains jordaniens et de la fédération des écrivains arabes.